# Alec John Such
Alec John Such (Yonkers (New York), 14 november 1951 – Horry County (South Carolina), 5 juni 2022) was bassist van de Amerikaanse rockband Bon Jovi. 
Voordat hij zich bij Bon Jovi aansloot speelde Such eerder met Richie Sambora bij Message en bij Phantom's Opera met Tico Torres. Cross Road is het laatste Bon Jovi-album waaraan hij meewerkte. In 1994 verliet hij de band en werd hij vervangen door Hugh McDonald. 
Na zijn Bon Jovi-tijd werd Alec John Such manager van een paar lokale bands uit New Jersey en was daarnaast eigenaar van een motorzaak in New York.
Such overleed op 70-jarige leeftijd.
- Library of Congress Control Number: n2022021767
- MusicBrainz: bf15cae8-bca0-4f96-9a2c-3dd0629e07b9
- Nationale Bibliotheek van Tsjechië: ola2002150858
- Virtual International Authority File: 6259165139009900560007